# Pulsnitz
Pulsnitz (obersorbisch Połčnica) ist eine sächsische Kleinstadt im Landkreis Bautzen am westlichen Rand der Oberlausitz, etwa 10 km südlich von Kamenz und rund 25 km nordöstlich der Landeshauptstadt Dresden. Pulsnitz ist Sitz der Verwaltungsgemeinschaft Pulsnitz.
Überregional bekannt ist Pulsnitz als Pfefferkuchenstadt.

## Geografie

### Geografische Lage

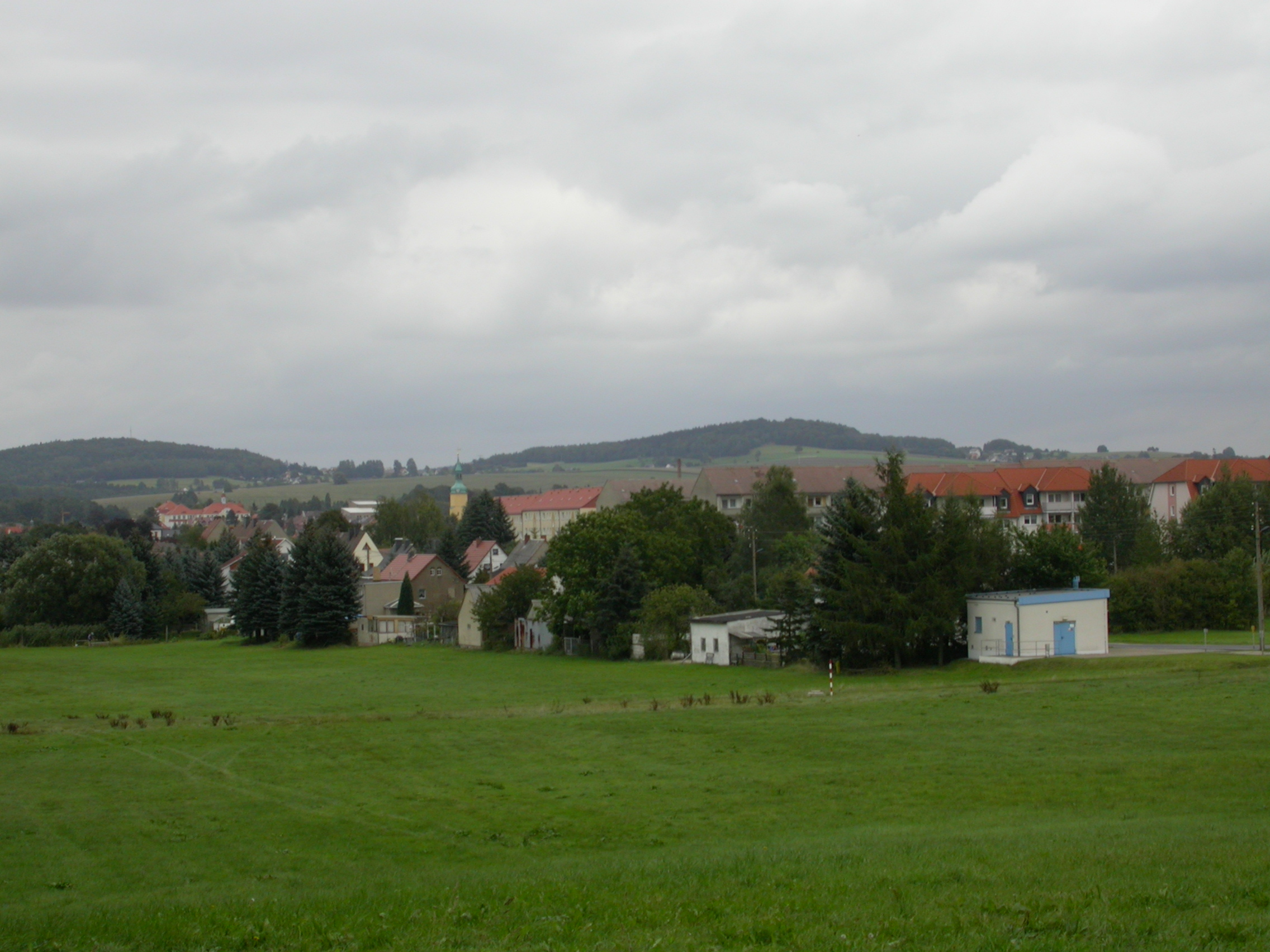
Blick auf Pulsnitz

Die Altstadt liegt auf einer Anhöhe oberhalb des Pulsnitztals, der gleichnamige Fluss (die Pulsnitz) entspringt im Nachbarort Ohorn. Die kleine Stadt liegt in die Hügelketten des Westlausitzer Hügel- und Berglandes (bis 448 m) eingebettet. Die Bergkuppen sind größtenteils bewaldet.

### Nachbargemeinden
Angrenzende Gemeinden sind (im Uhrzeigersinn) Haselbachtal, Steina, Ohorn, Großröhrsdorf, Lichtenberg und Großnaundorf.

### Stadtgliederung
Zur Stadt Pulsnitz gehört neben der Stadt nur ein ausgewiesener Ortsteil im Sinne der Sächsischen Gemeindeordnung: Oberlichtenau. Die Stadt Pulsnitz war bis 1948 zweigeteilt: Die Stadt Pulsnitz, Oberlausitzer Seite mit der Vollung und das Dorf Pulsnitz, Meißner Seite. Friedersdorf, bis dahin selbständig, wurde 1994 in die Stadt ohne eigenen Ortschaftsstatus eingemeindet. Umgangssprachlich werden neben Friedersdorf gelegentlich drei Siedlungen als eigene Ortsteile bezeichnet, ohne dass sie diesen Status im Sinne der Sächsischen Gemeindeordnung tatsächlich haben: Friedersdorf Siedlung, Pulsnitz Feldschlößchensiedlung (ehemals Otto-Buchwitz-Siedlung) und Pulsnitz Mittelbacher Siedlung.

## Geschichte

Karte von Pulsnitz (um 1750)

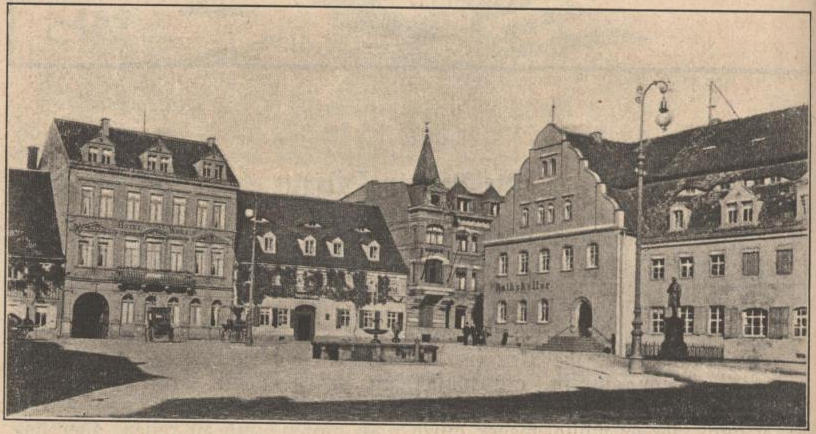
Marktplatz mit Rathaus und Rietscheldenkmal um 1900

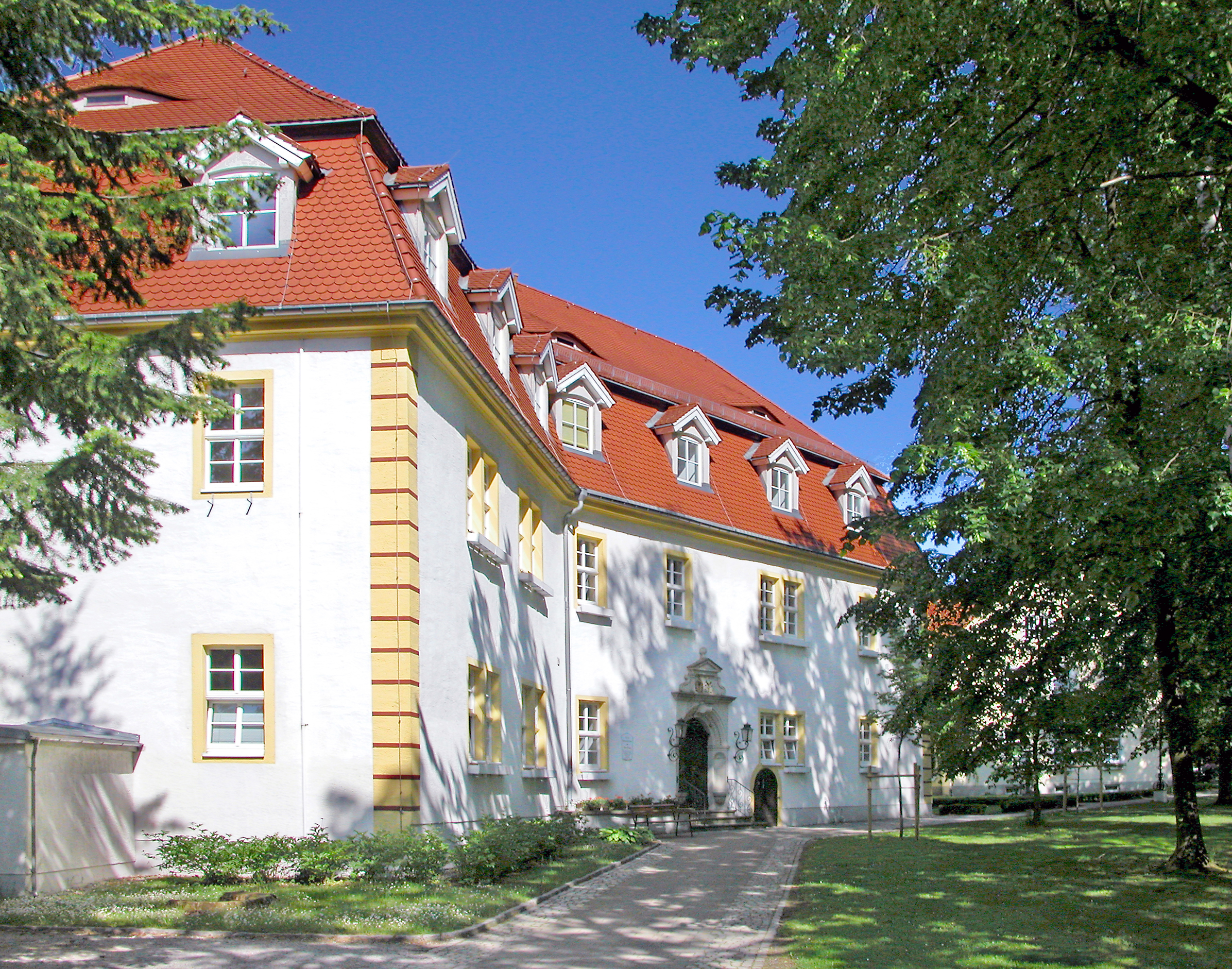
Altes Schloss Pulsnitz, Eustachius Haus

Pulsnitz wurde, wie viele andere Orte der Oberlausitz auch, am 19. Mai 1225 erstmals urkundlich erwähnt, und zwar als Polseniz. Bereits vorher hatte sich hier eine sorbische Siedlung mit Wasserburg entwickelt. Pulsnitz wurde Sitz einer adligen Familie, die sich hier ein kleines Schloss bauen ließ.
Der aus dem Sorbischen stammende Ortsname leitet sich vom gleichlautenden Gewässernamen ab, der von Ernst Eichler und Hans Walther auf altsorbisch *Połźnica, von *połz- („kriechen“) zurückgeführt wird und so viel wie „kriechendes (langsam fließendes) Gewässer“ bedeutet.
1355 erhielt Polßnitz von Kaiser Karl IV. das Marktrecht, nur 20 Jahre später (1375) das Stadtrecht. Anfang des 15. Jahrhunderts verwüsteten die Hussiten die Oberlausitz. Auch in Pulsnitz fielen die Hussiten 1429 ein (nicht zum ersten Mal). Aus dieser Zeit stammt die älteste bäuerliche Befestigungsanlage Perfert. Um 1500 herum begannen die Bauarbeiten für das Pulsnitzer Rathaus, dessen Reste heute noch im Ratskellergebäude zu sehen sind.

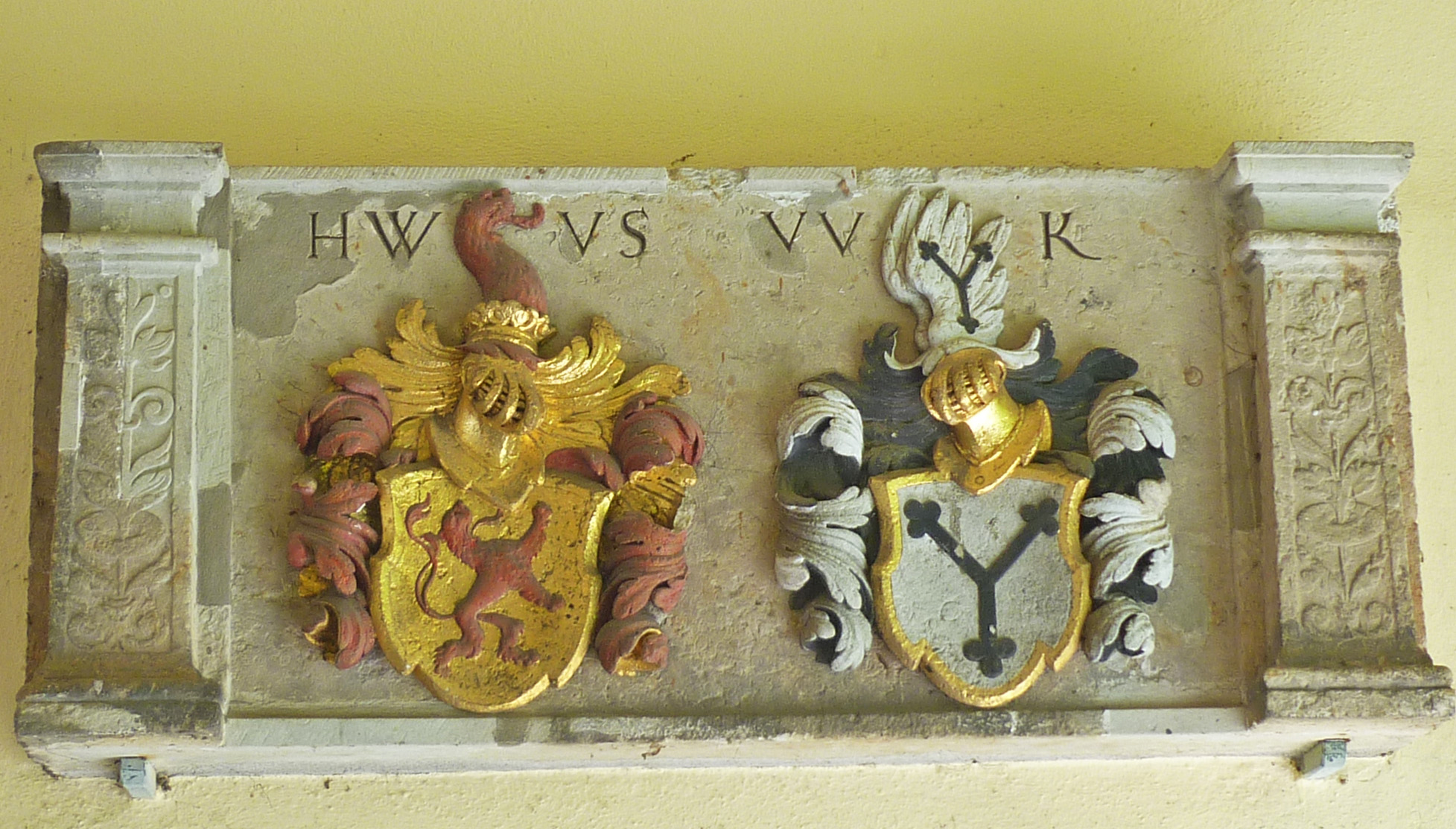
Wappen von Hans Wolf von Schönberg und seiner Ehefrau Ursula von Carlowitz am Eingangstor zum Schloss

Am 1. Januar 1558 erhielten die Pulsnitzer Bäcker erstmals das Recht, auch Pfefferkuchen zu backen. 1580 erwarb Hans Wolf von Schönberg Pulsnitz mit seinen Pertinenz-Orten von den Gebrüdern von Schlieben. Er entzog dem Rat die Niedere Gerichtsbarkeit und versuchte, die Bürger zu zwingen, Malz und andere notwendige Dinge nur noch bei ihm zu kaufen. Sie beschwerten sich beim Kaiser und verübten sogar einen Mordanschlag gegen Schönberg. Auch der Pfarrer A. Ricchius (Sohn des ersten protestantischen Pfarrers der Stadt Andreas Ricchius) solidarisierte sich mit den Bürgern und wurde entlassen.
1869 wurde Pulsnitz an die neu gebaute Eisenbahnstrecke Arnsdorf–Pulsnitz–Kamenz angeschlossen. In der Folgezeit begann ein industrieller Aufschwung. Zum Ende des Zweiten Weltkrieges 1945 blieb die Stadt trotz schwerer Kampfhandlungen in der Oberlausitz weitestgehend unversehrt.

### Eingemeindungen
Die ehemalige Gemeinde Pulsnitz, Meißner Seite wurde am 1. April 1948 eingegliedert.  Am 1. Januar 1994 wurde die bis dahin selbstständige Gemeinde Friedersdorf mit Friedersdorf Siedlung eingemeindet. Am 1. Januar 2009 folgte die ehemalige Nachbargemeinde Oberlichtenau. Das Stadtgebiet vergrößerte sich durch diese letzte Eingliederung von 16,69 km² auf 26,72 km².

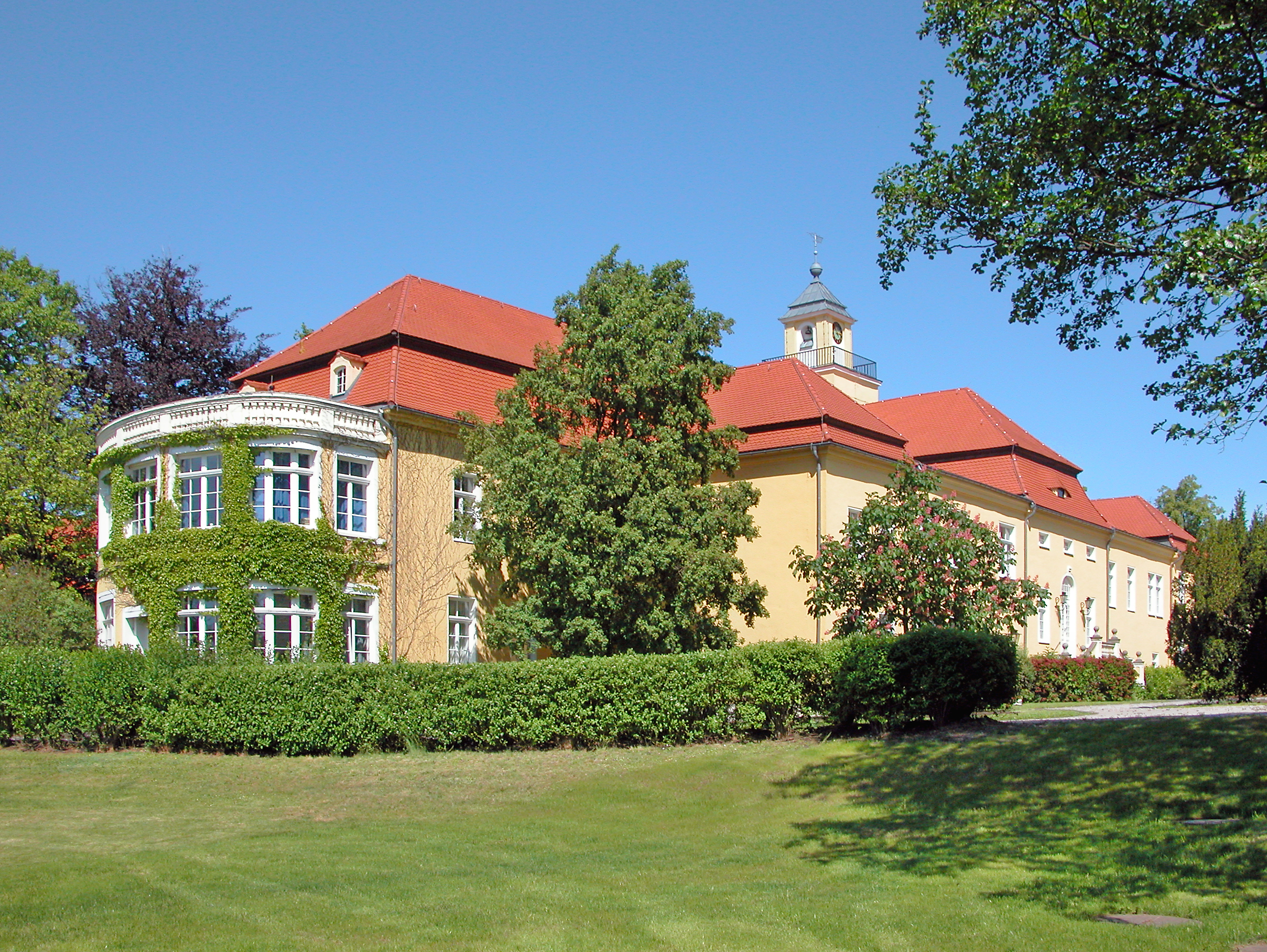
Neues Schloss Pulsnitz, Rehabilitationsklinik

### Einwohnerentwicklung
Entwicklung der Einwohnerzahl (ab 1960 31. Dezember):
| - 1597 – 0821 - 1800 – 1391 - 1834 – 1773 - 1885 – 3155 | - 1900 – 3750 - 1960 – 6738 - 2000 – 6874 - 2004 – 6578 | - 2007 – 7933 - 2008 – 7805 - 2009 – 7749 - 2012 – 7610 | - 2013 – 7578 - 2017 – 7480 - 2022 – 7359 |

 Datenquelle ab 2000: Statistisches Landesamt Sachsen

### Wappen
Beschreibung: In Gold eine schwarze Bärentatze.

## Politik
- SPD: 1
- Grüne: 1
- ABW: 2
- FDP: 3
- CDU: 5
- AfD: 6

### Stadtrat
Seit der Stadtratswahl vom 9. Juni 2024 verteilen sich die 18 Sitze des Stadtrates folgendermaßen auf die einzelnen Gruppierungen:
| Liste                           | 2024   | 2024   | 2019   | 2019   | 2014   | 2014   |
| Liste                           | Sitze  | in %   | Sitze  | in %   | Sitze  | in %   |
| ------------------------------- | ------ | ------ | ------ | ------ | ------ | ------ |
| AfD                             | 6      | 32,2   | 3      | 22,6   | –      | –      |
| CDU                             | 5      | 30,3   | 5      | 25,0   | 6      | 29,8   |
| FDP                             | 3      | 16,5   | 5      | 23,3   | 5      | 27,4   |
| Aktive Bürger Wählervereinigung | 2      | 14,1   | 2      | 12,1   | 3      | 15,7   |
| Grüne                           | 1      | 3,9    | 1      | 5,0    | –      | 4,6    |
| SPD                             | 1      | 2,9    | –      | 3,2    | 1      | 4,9    |
| Linke                           | –      | –      | 1      | 8,8    | 2      | 10,7   |
| Freunde der Feuerwehr           | –      | –      | –      | –      | 1      | 7,0    |
| Wahlbeteiligung                 | 67,7 % | 67,7 % | 65,5 % | 65,5 % | 53,8 % | 53,8 % |

### Bürgermeister
Das Amt des Bürgermeisters begleitet seit 2016 Barbara Lüke.
| Wahl | Bürgermeister    | Vorschlag | Wahlergebnis (in %) |
| ---- | ---------------- | --------- | ------------------- |
| 2023 | Barbara Lüke     | Lüke      | 57,3                |
| 2016 | Barbara Lüke     | Lüke      | 38,8                |
| 2009 | Peter Graff      | FDP       | 80,9                |
| 2008 | Peter Graff      | FDP       | 56,3                |
| 2001 | Erhard Rückwardt | CDU       | 70,7                |

### Städtepartnerschaft
Partnerstadt von Pulsnitz ist Złotoryja (Goldberg) in der polnischen Woiwodschaft Niederschlesien. Freundschaftliche Kontakte bestehen zu Asperg in Baden-Württemberg.

## Kultur und Sehenswürdigkeiten

### Museen
- Das Stadtmuseum informiert über Geschichte und berühmte Persönlichkeiten von Pulsnitz.
- Das Pfefferkuchenmuseum informiert über die Geschichte des Pfefferkuchenhandwerks und vermittelt die Atmosphäre einer Pfefferküchlerei um 1900. Backen, Führungen und Verkostungen sind nach Voranmeldung möglich. Ferner kann hier das Verzieren von Pfefferkuchen ausprobiert werden.
- In der Galerie im Hans-Rietschel-Haus zeigt der Ernst-Rietschel-Kulturring e. V. wechselnde Kunstausstellungen.
- Weitere Ausstellungen finden in der ostsächsischen Kunsthalle statt, die ebenfalls vom Rietschel-Kulturring getragen wird.

### Bauwerke

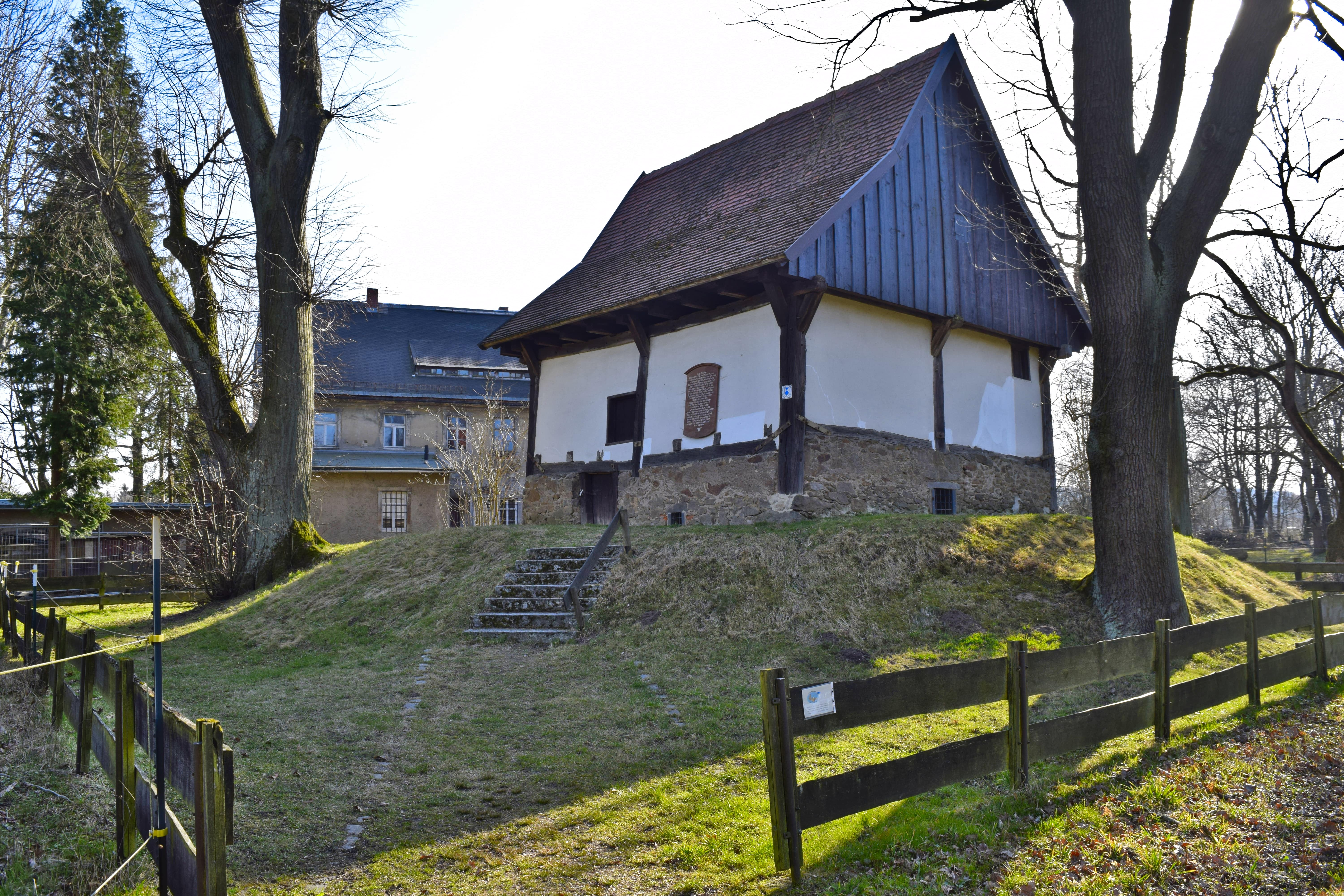
Historische Wehranlage Perfert
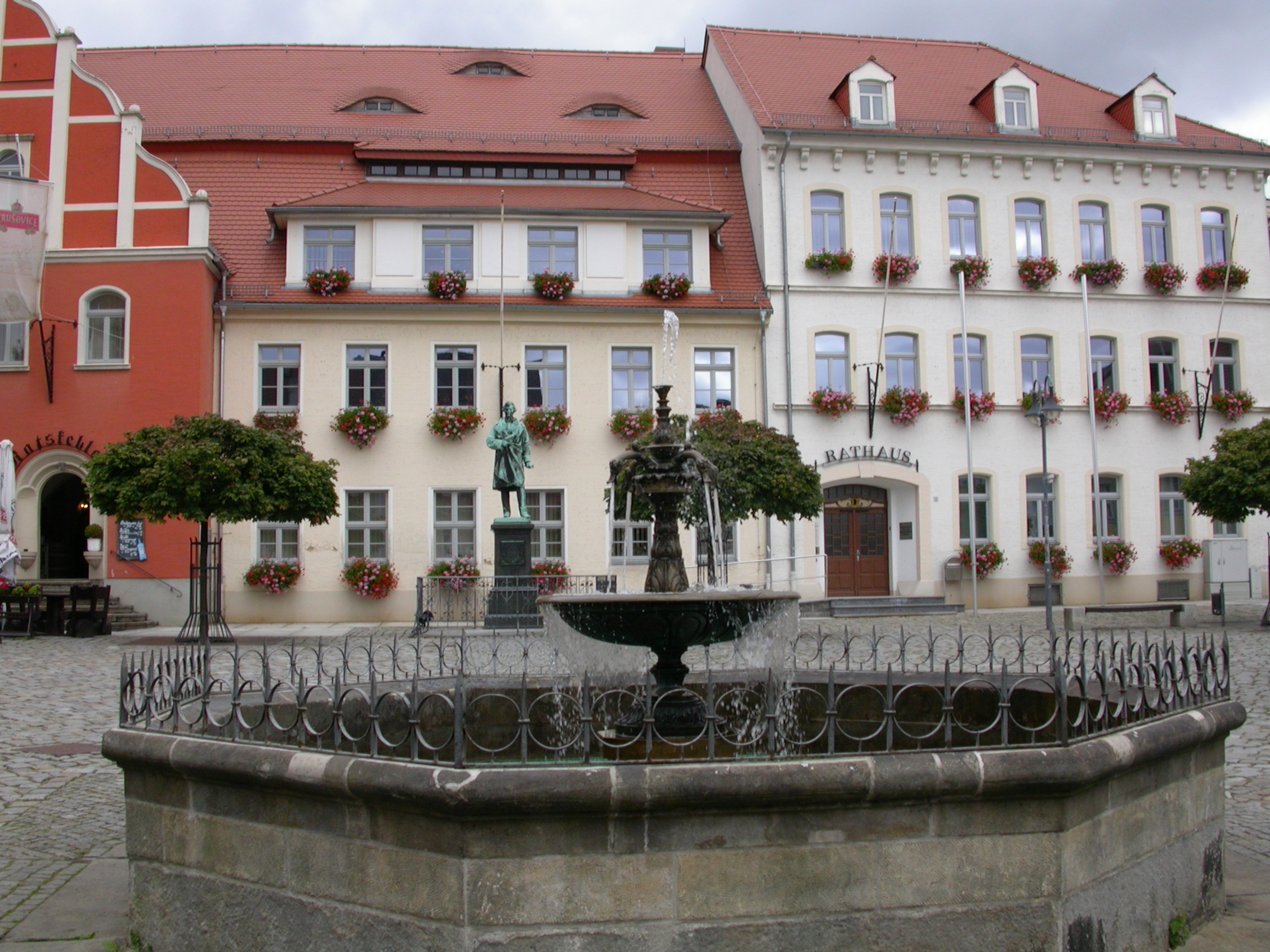
Marktplatz
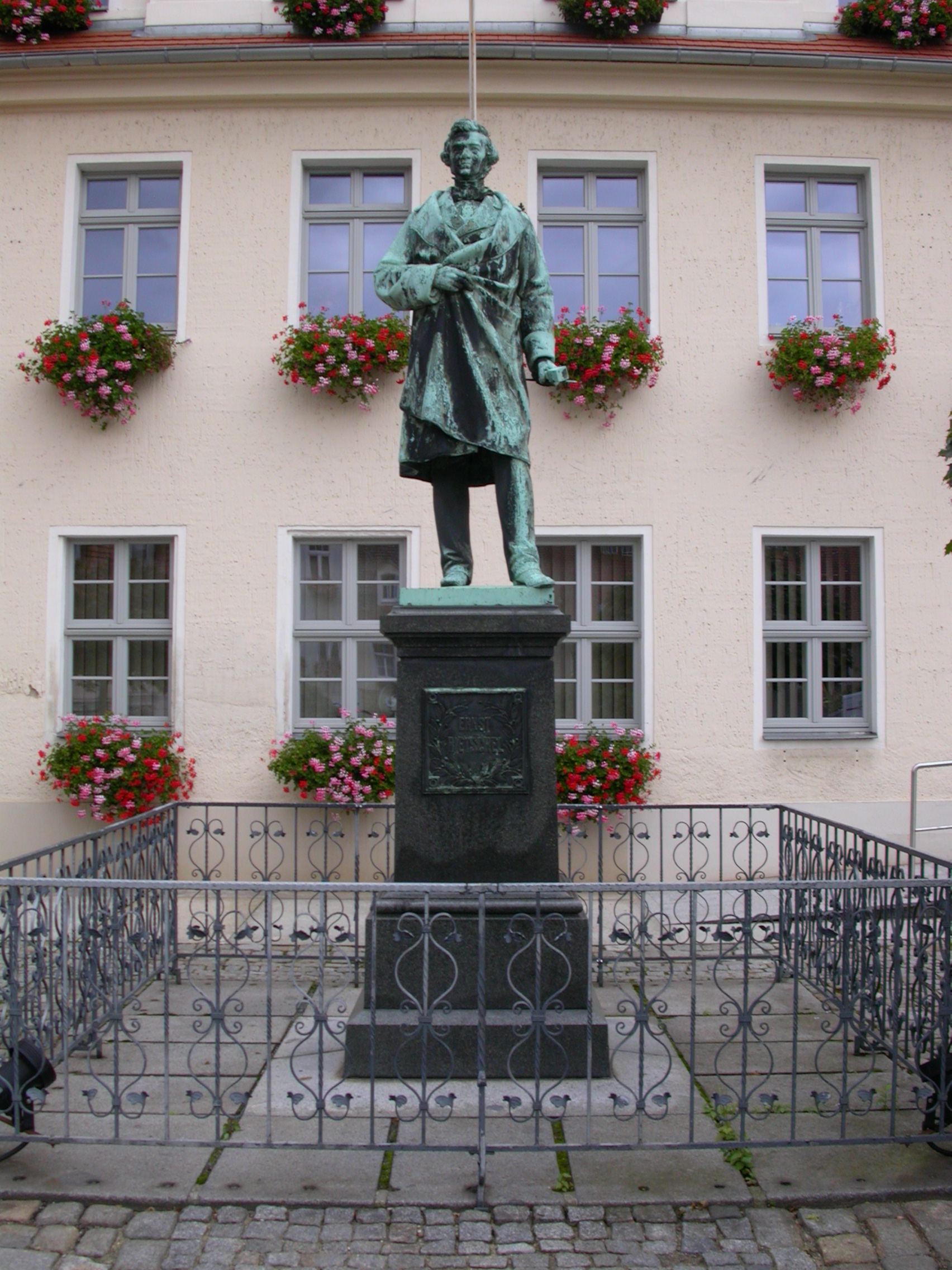
Denkmal Ernst Rietschel
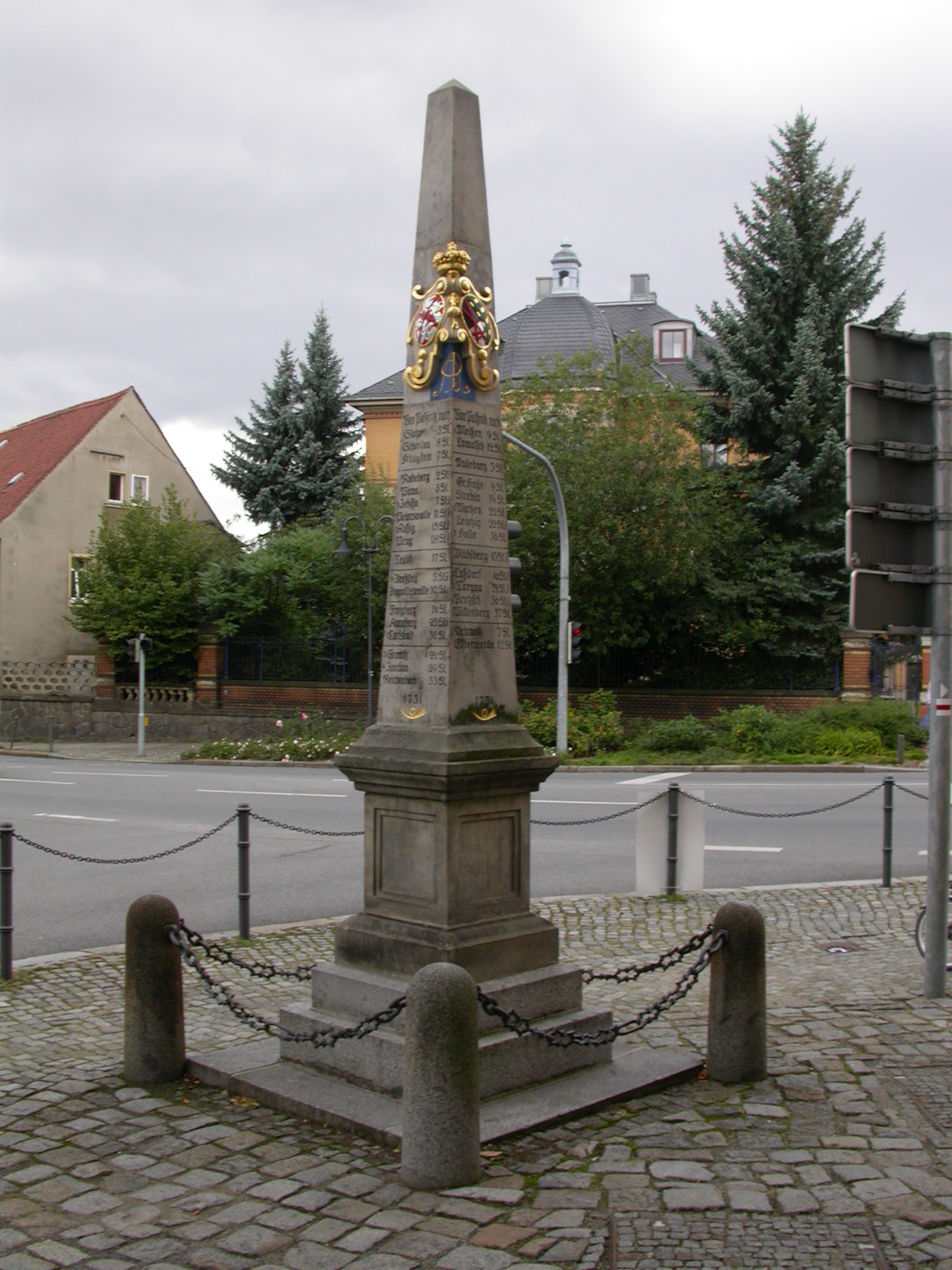
Kursächsische Postdistanzsäule
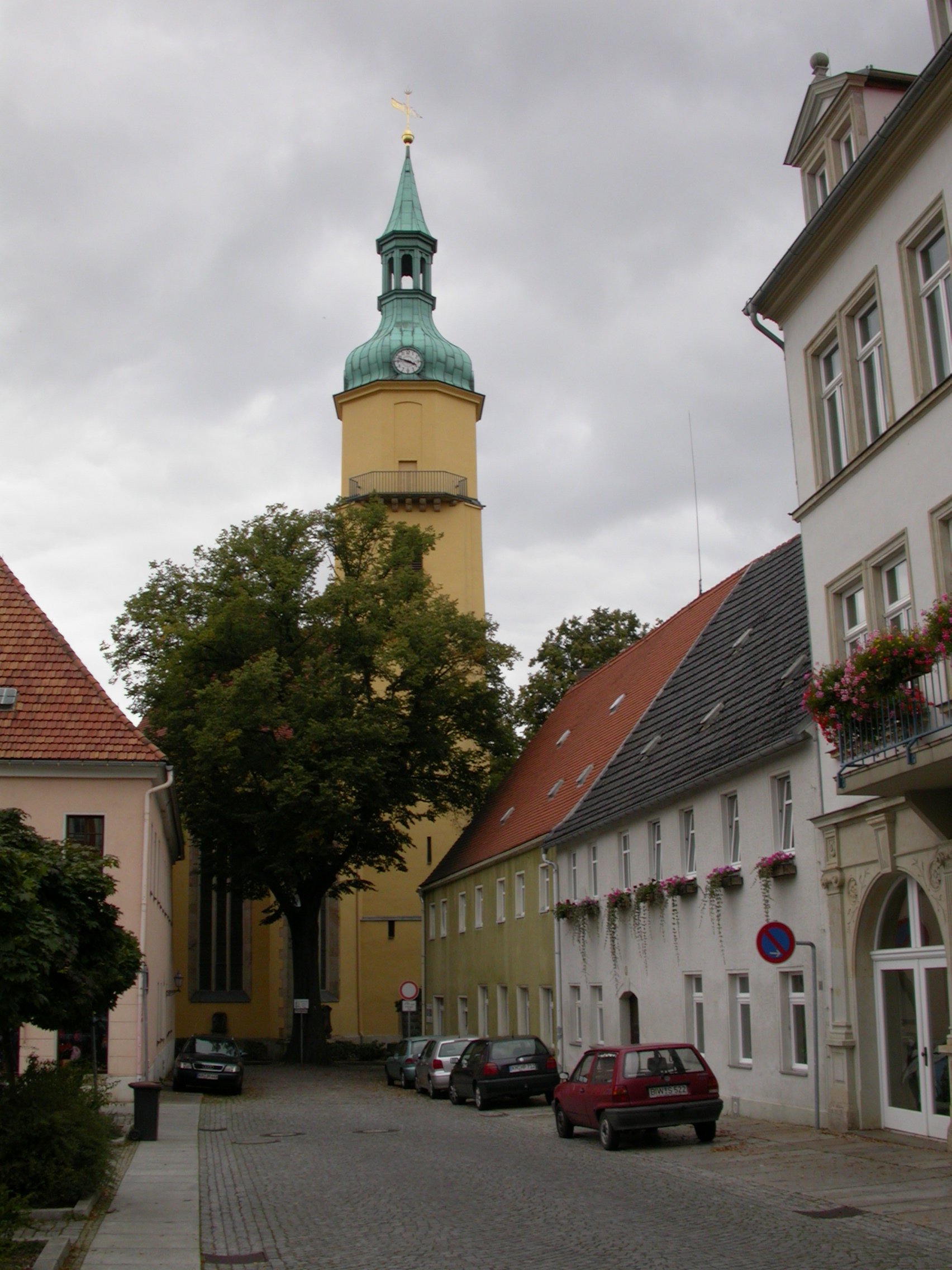
Kirche St. Nicolai
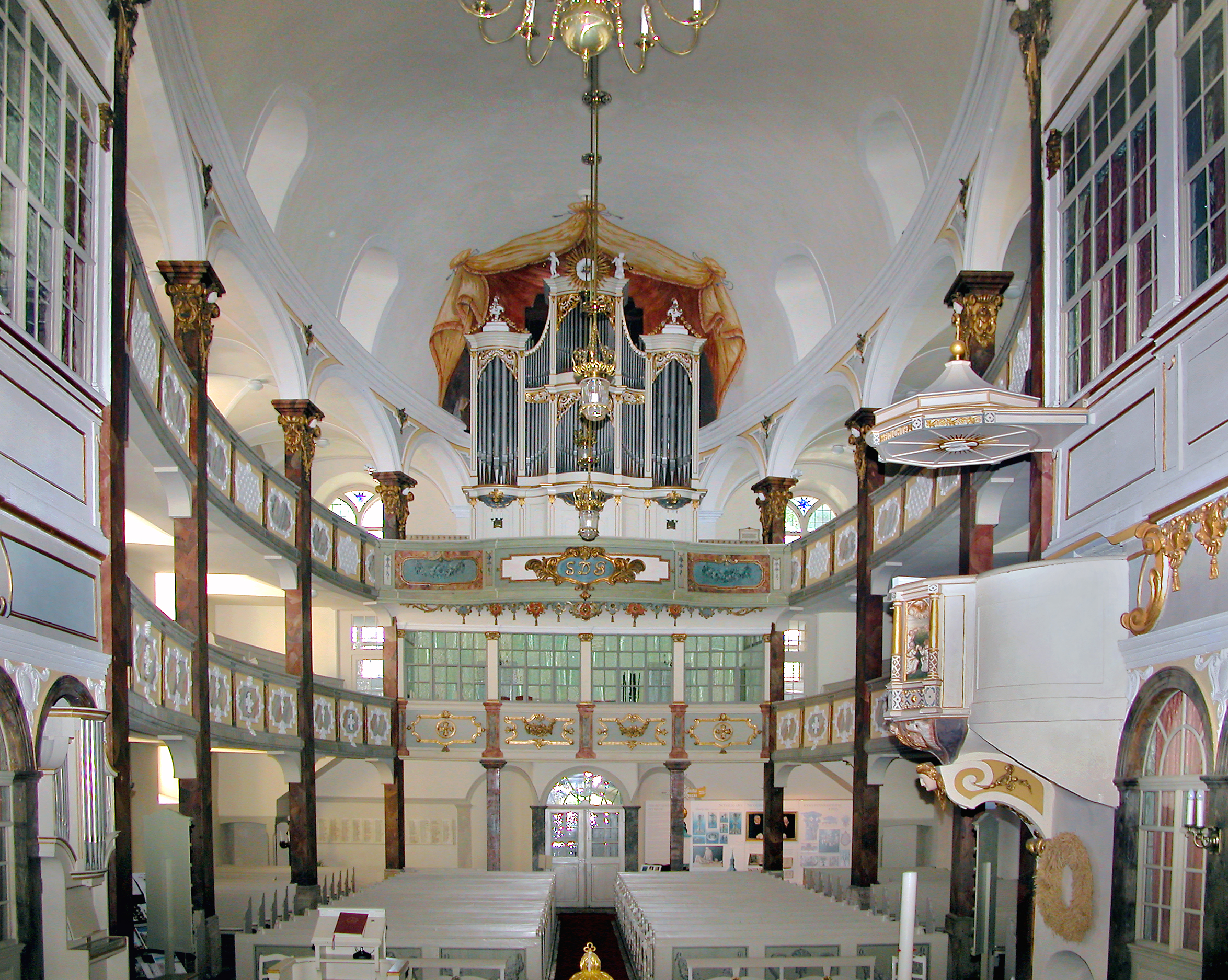
Pfützner-Orgel der St.-Nikolai-Kirche

- Bäuerliche Wehranlage Perfert (auch Hussitenhaus) aus der Zeit um 1420
- Mittelalterlicher Marktplatz mit Rathaus und Denkmal für den Bildhauer Ernst Rietschel
- Kursächsische Postdistanzsäule als Nachbildung vor dem Schützenhaus (Originalschriftblock und Wappen von 1731 im Rathaus)
- Altes Renaissance- und neues Barockschloss Oberlichtenau (1718) mit Park im englisch-französischen Stil
- Spätgotische Kirche St. Nicolai mit Pfützner-Orgel
- Bibelgarten mit Miniatur-Nachbau einer byzantinischen Basilika in Oberlichtenau

### Berge und Aussichtspunkte
- Wenige Kilometer östlich von Pulsnitz nahe der Gemeinde Steina liegt der Schwedenstein, ein 420 m hoher Berg, dessen Aussichtsturm einen guten Rundumblick über die Westlausitzer Hügelketten bietet.
- Rund sechs Kilometer nordwestlich des Stadtzentrums liegt auf dem Gebiet des Pulsnitzer Stadtteils Oberlichtenau der 413 m hohe Keulenberg, der ebenfalls ein Wanderziel darstellt und eine gute Aussicht bietet.
- In Richtung Radeberg liegt der Eierberg.

### Kulinarische Spezialitäten

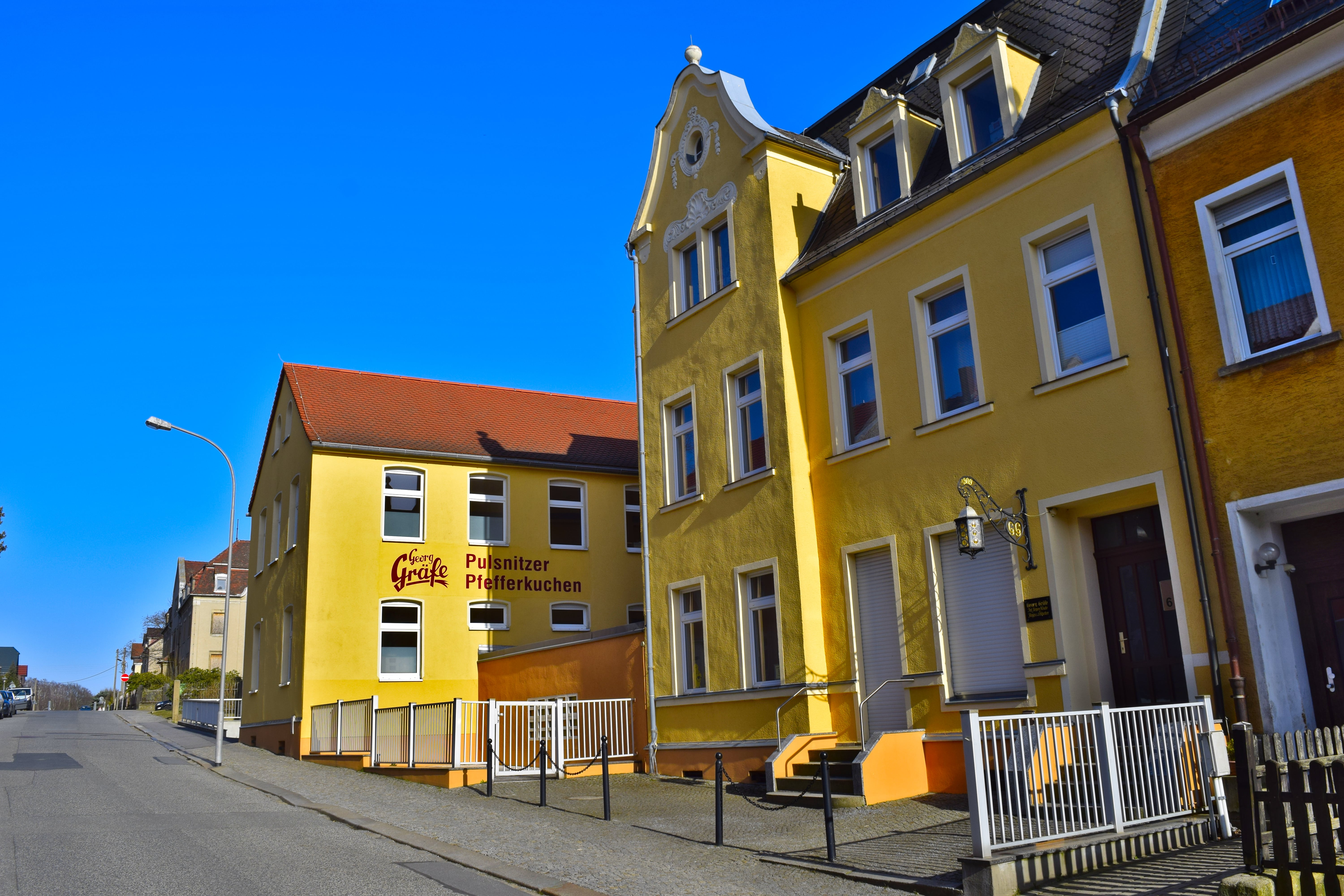
Pulsnitzer Pfefferkuchen von Georg Gräfe

Pulsnitz ist weit bekannt als Pfefferkuchenstadt. Neben vielen weiteren Sorten sind die Pulsnitzer Spitzen eine besondere Spezialität. Es ist ein mit verschiedenen Konfitüren gefüllter Pulsnitzer Pfefferkuchen, welcher zusätzlich mit Schokolade überzogen wurde.

### Naturschutz
- Siehe auch: Liste der Naturdenkmale in Pulsnitz

## Wirtschaft und Infrastruktur

### Verkehr

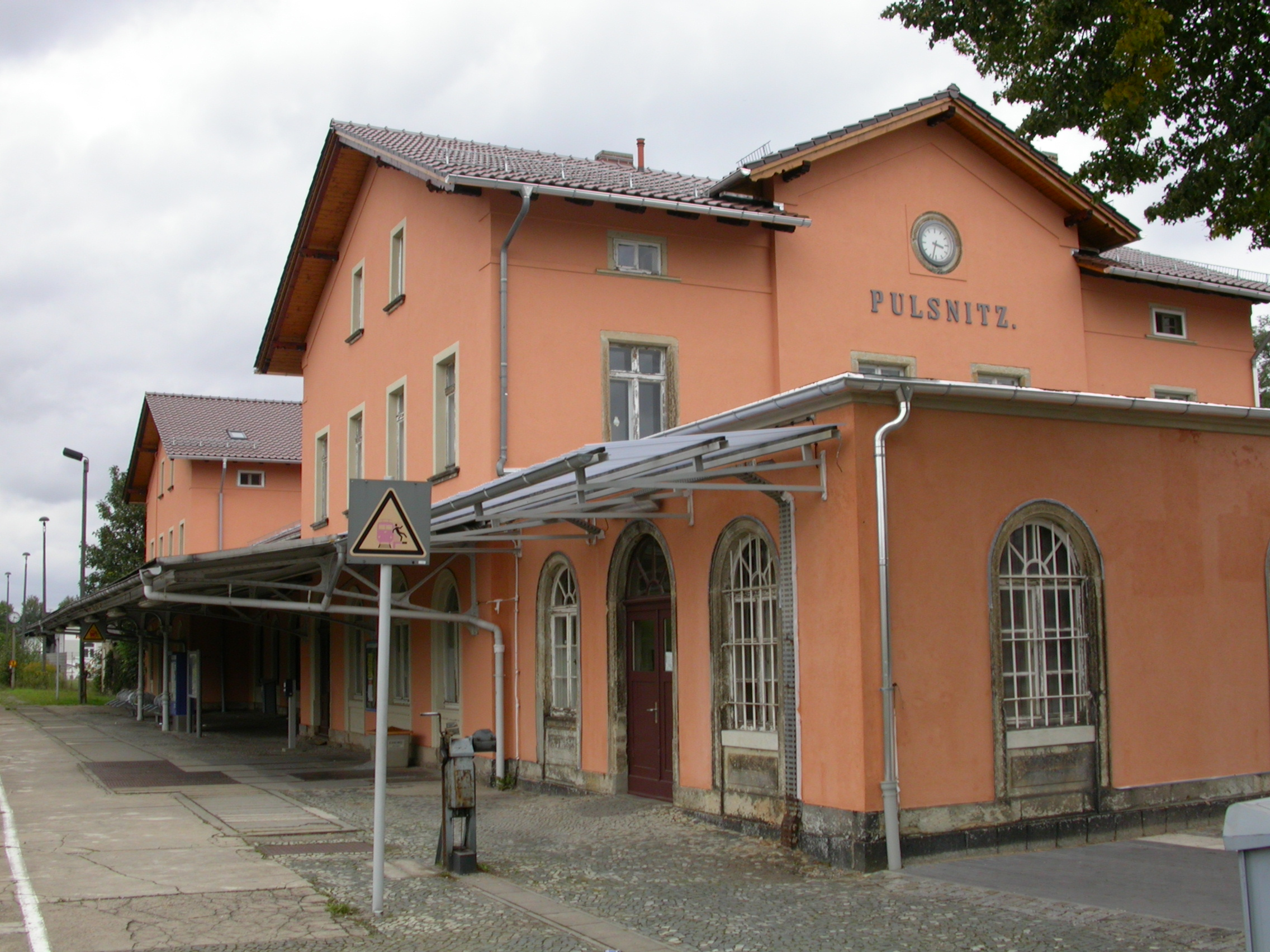
Bahnhof Pulsnitz

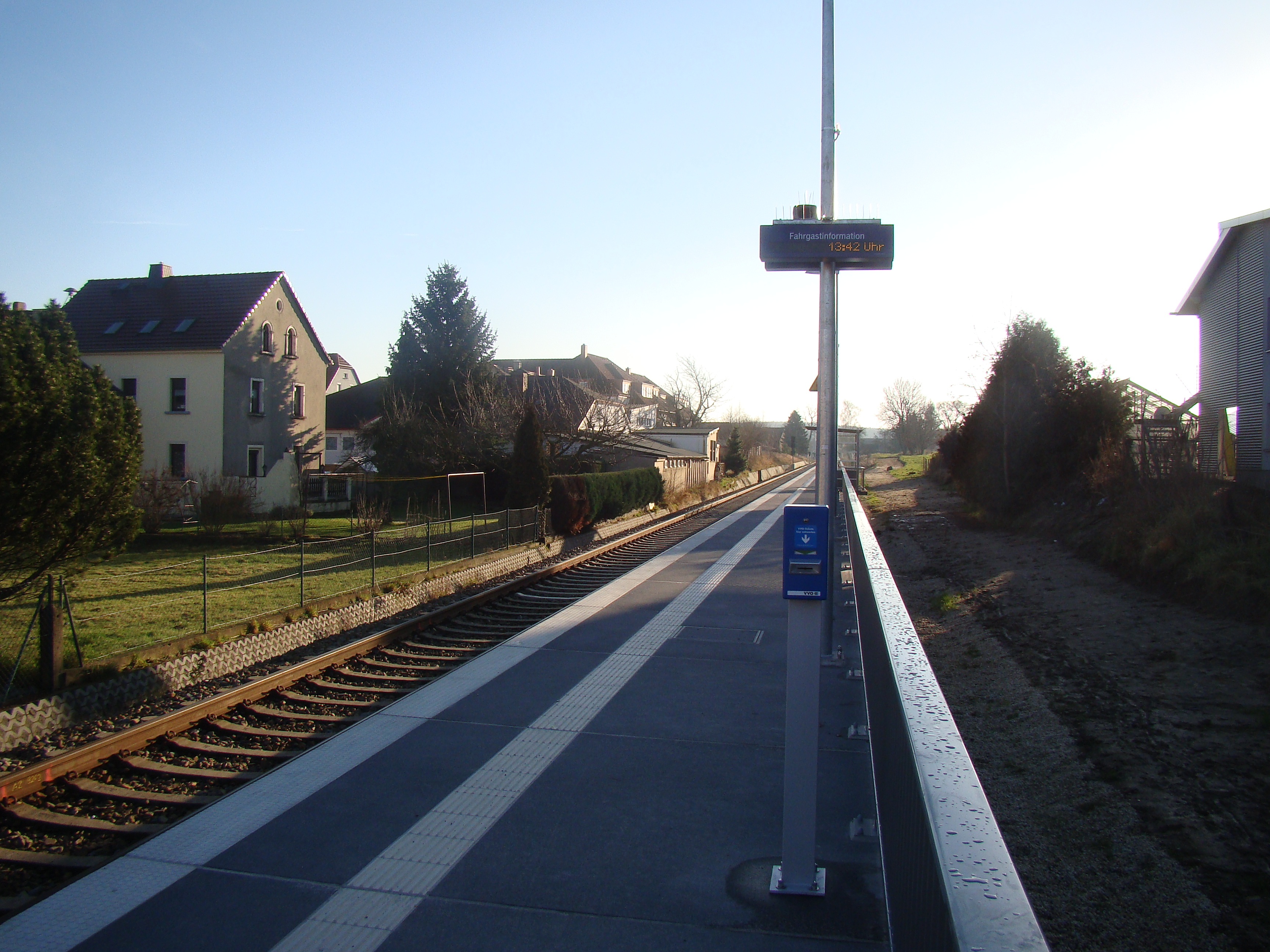
Haltepunkt Pulsnitz Süd

Pulsnitz liegt drei Kilometer nördlich der Bundesautobahn 4. Durch den Ort verläuft die Staatsstraße 95, die auch zur Anschlussstelle Pulsnitz bei Leppersdorf führt.
Durch Pulsnitz führt die Bahnstrecke Kamenz–Pirna, die von der S-Bahn-Linie S8 Dresden – Radeberg – Kamenz im Stundentakt an den Haltestellen Pulsnitz und Pulsnitz Süd bedient wird. In der Hauptverkehrszeit verkehrt diese Linie halbstündlich.
Vom Pulsnitzer Bahnhof aus fahren ebenfalls verschiedene Regionalbuslinien der RBO (Stand 6. November 2022):
| Linie | Verlauf                                                                |
| ----- | ---------------------------------------------------------------------- |
| ⁺521  | Pulsnitz – Leppersdorf – Radeberg – Dresden-Bühlau – Dresden-Blasewitz |
| 756   | Pulsnitz – Höckendorf – Königsbrück                                    |
| 758   | Pulsnitz – Steina – Ohorn                                              |
| 759   | Großröhrsdorf – Pulsnitz – Steina – Möhrsdorf – Gersdorf – Kamenz      |
| 764   | Pulsnitz – Ohorn – Steina – Gersdorf – Bischheim – Brauna – Kamenz     |
| 765   | Pulsnitz – Ohorn – Bretnig                                             |
| 766   | Pulsnitz – Oberlichtenau – Reichenbach – Reichenau – Königsbrück       |
| 786   | Pulsnitz – Oberlichtenau – Reichenbach – Häslich – Kamenz              |
| 797   | Lückersdorf – Pulsnitz – Oberlichtenau – Reichenau – Schwepnitz        |

### Ansässige Unternehmen
Der Ort ist seit je her geprägt durch kleinere und mittelständische Unternehmen im produzierenden und Handels-Bereich. Vor allem Töpfer (Lausitzer Keramik), Tuchdrucker (Blaudruck) und die zurzeit acht privaten Pfefferküchlereien (so die Pulsnitzer Pfefferkuchenfabrik) und eine für Lebkuchen prägten und prägen das Bild der Stadt. Ein Traditionsunternehmen aus dem Schwarzwald ließ hier öl- und gasbeheizte Backöfen bauen. Im Jahre 2000 wurde die Produktion von der Hildener Firma Wachtel übernommen.
Zwei private Rehakliniken machen Pulsnitz zu einem wichtigen Medizinstandort, eine Klinik ist im Schloss untergebracht.

### Medien
Als Amtsblatt für Pulsnitz mit seinen Ortsteilen Friedersdorf, Friedersdorf Siedlung und Oberlichtenau sowie als Amtsblatt für die Gemeinden Ohorn und Steina fungiert der Pulsnitzer Anzeiger (ISSN 2750-8137). Im Juli 1990 als Heimatzeitung für Pulsnitz und Umgebung gegründet, erscheint es monatlich im Umfang von 8–12 Seiten in einer Auflagenhöhe von 7.300 Exemplaren (Stand 2024).
Über das örtliche Fernsehkabelnetz konnte bis Ende Juli 2022 die Pulsnitzer Kabelzeitung empfangen werden.

### Bildung
In Pulsnitz befinden sich eine Grundschule und eine Oberschule (Ernst-Rietschel-Oberschule), im Ortsteil Oberlichtenau befindet sich ebenfalls eine Grundschule. Das nächstgelegenste Gymnasium ist das Ferdinand-Sauerbruch-Gymnasium in Großröhrsdorf.

## Persönlichkeiten

### Ehemalige Ehrenbürger
- Julius Kühn (1825–1910), Agrarwissenschaftler und wegweisende Gestalter des landwirtschaftlichen Universitätsstudiums in Deutschland[14]
- 1933: Martin Mutschmann (1879–1947), NSDAP-Gauleiter und Reichsstatthalter von Sachsen[15] (Ehrenbürgerschaft nach seinem Tod 1947 erloschen)

### Söhne und Töchter der Stadt

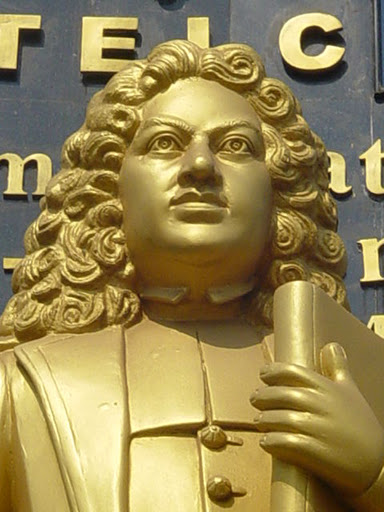
Bartholomäus Ziegenbalg Denkmal in Tranquebar, Tamil Nadu, Südindien.

- 1561: Balthasar Kestner, fürstlich-schaumburgischer Hofschneider, Kämmerer und Ratsherr zu Bückeburg
- 1680: Johann Gottlob Horn, Historiker
- 1682: Bartholomäus Ziegenbalg, erster protestantischer Missionar und indischer Sprachforscher
- 1785: Christian Gottlob Eißner, evangelisch-lutherischer Pfarrer und Autor
- 1802: Karl Eisner, Musiker und Komponist
- 1804: Ernst Rietschel, einer der bedeutendsten Bildhauer seiner Zeit 
Er schuf so bekannte Denkmäler wie das Goethe-Schiller-Denkmal in Weimar. Das Rietschel-Denkmal auf dem Marktplatz wurde von seinem Schüler Gustav Kietz entworfen und umgesetzt
- 1825: Julius Kühn, bedeutender Agrarwissenschaftler, er begründete das erste landwirtschaftliche Institut an einer deutschen Universität
- 1840: Alwin Hartmann, Reichstagsabgeordneter und Landgerichtspräsident in Plauen
- 1847: Georg Hempel, Unternehmer, Reichstags- und Landtagsabgeordneter
- 1851: Walther Hempel, Chemiker, Mitbegründer der technischen Gasanalyse
- 1869: Alwin Peschke, Komponist, Kapellmeister des 2. Garde Dragoner-Regiments in Berlin von 1900 bis 1918 (Obermusikmeister) und Kornettist
- 1875: Robert Wilhelm Horn, Pseudonym F. R. Nord, Schriftsteller
- 1879: Rudolf Stempel, Pfarrer, Märtyrer der Evangelischen Kirche
- 1881: Constantin Großmann, völkischer Pfarrer
- 1897: Curt Haase, Politiker (NSDAP)
- 1908: Robert Johannes Classen, Kaufmann und Astronom (Sternwarte Pulsnitz)[16]
- 1932: Günter Haase, Geograph
- 1933: Klaus Thielmann, Medizin-Professor, DDR-Gesundheitsminister in der Regierung Modrow
- 1938: Klaus Staeck, Grafiker, geboren auf Schloss Pulsnitz[17]
- 1939: Hartmut Bonk, Bildhauer und Graphiker, ab 1988 Professor an der Hochschule für Bildende Künste in Berlin-Charlottenburg.
- 1944: Hans-Michael Heitmüller, Manager

### Weitere Persönlichkeiten
- Max Schreyer (1845–1922), Oberforstrat, Dichter des Liedes Dar Vuglbärbaam, verbrachte seine letzten Lebensjahre in Pulsnitz.
- Hulda von Levetzow (1863–1947), Autorin, verbrachte ihre letzten Lebensjahre in Pulsnitz.
- Hermann Linke (1866–1925), Gewerkschafter, Pulsnitzer Geschäftsführer des Textilarbeiterverbandes, Abgeordneter des Sächsischen Landtags.
- Erich Stange (1888–1972), evangelischer Pfarrer in Pulsnitz, Reichswart der Evangelischen Jungmännerbünde und einer der Begründer der Telefonseelsorge in Deutschland.
- Karl Talazko (1897–1945), Pfarrer aus Gersdorf, zusammen mit dem Bürgermeister in Pulsnitz hingerichtet, weil die SS diese beiden für die weißen Fahnen in Gersdorf verantwortlich machte.